# Groenendalsmolen
De Groenendalsmolen of Groenendaalsmolen is een watermolen die gebruikmaakt van het water van het riviertje de Gulp en staat in Pesaken/Billinghuizen een buurtschap bij Euverem ten zuidwesten van Gulpen. De molen verkreeg water via een molentalk van de Gulp die een vergaarvijver voedde. Stroomopwaarts lag de Broekmolen bij Slenaken en stroomafwaarts ligt de Neubourger Molen in Gulpen.

## Geschiedenis
De eerste watermolen hoorde bij het landgoed "Groenendaal" behorende bij Kasteel Groenendaal, hetgeen vroeger een omgracht kasteel was en waarvan alleen de hofstede en fraaie poort nog rest. Toentertijd had het waterrad een doorsnede van drie meter en was 140 centimeter breed.
In 1871 was de staat van de molen en de bijbehorende woning zo slecht geworden dat deze gesloopt en herbouwd werden.
In 1891 vond er een verbouwing plaats, waarbij het houten gangwerk werd vervangen door een gietijzeren en het houten waterrad met kanjel werd vervangen door een van plaatijzer. De afmetingen van het rad werden toen 3,46 meter in doorsnee en 166 centimeter breed.
In 1939 vond er in de molen een ernstig ongeluk plaats waarbij een 18-jarige dienstbode door een draaiende as werd gegrepen, ernstig werd verminkt en overleed.
In 1951 brandde de molen af, waarna deze weer werd hersteld en herbouwd. In 1966 werd de Groenendalsmolen verkocht aan de familie Gerrekens en werd Theophiel Gerrekens eigenaar. Inmiddels had de molen geen water meer door het verleggen van de beek waaraan hij oorspronkelijk lag. Desondanks duurde het acht jaar voordat hij toestemming kreeg om het gebouw tot woning te verbouwen, omdat het gebouw zelfs zonder water om te kunnen draaien van grote landschappelijke waarde werd geacht.

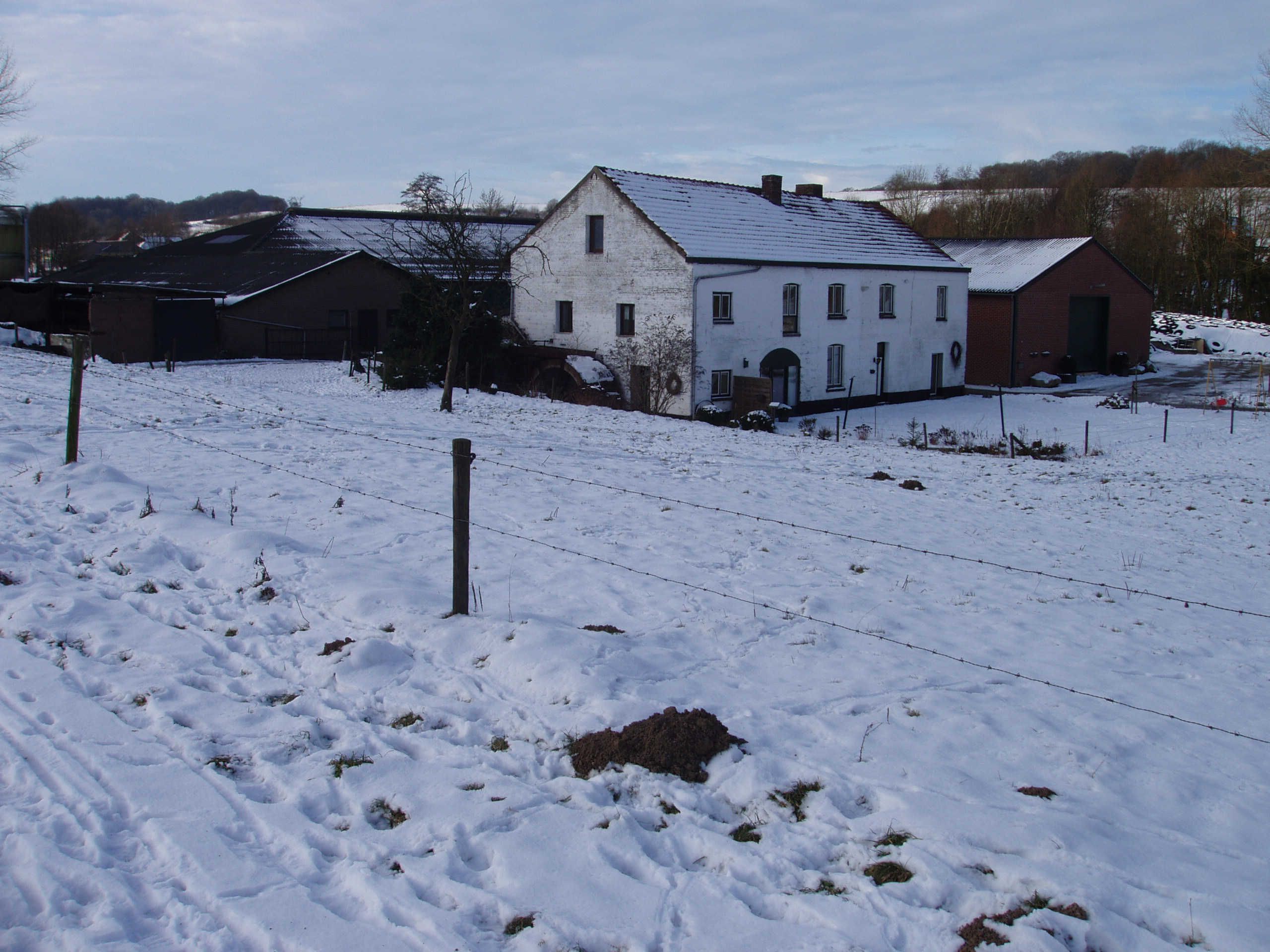
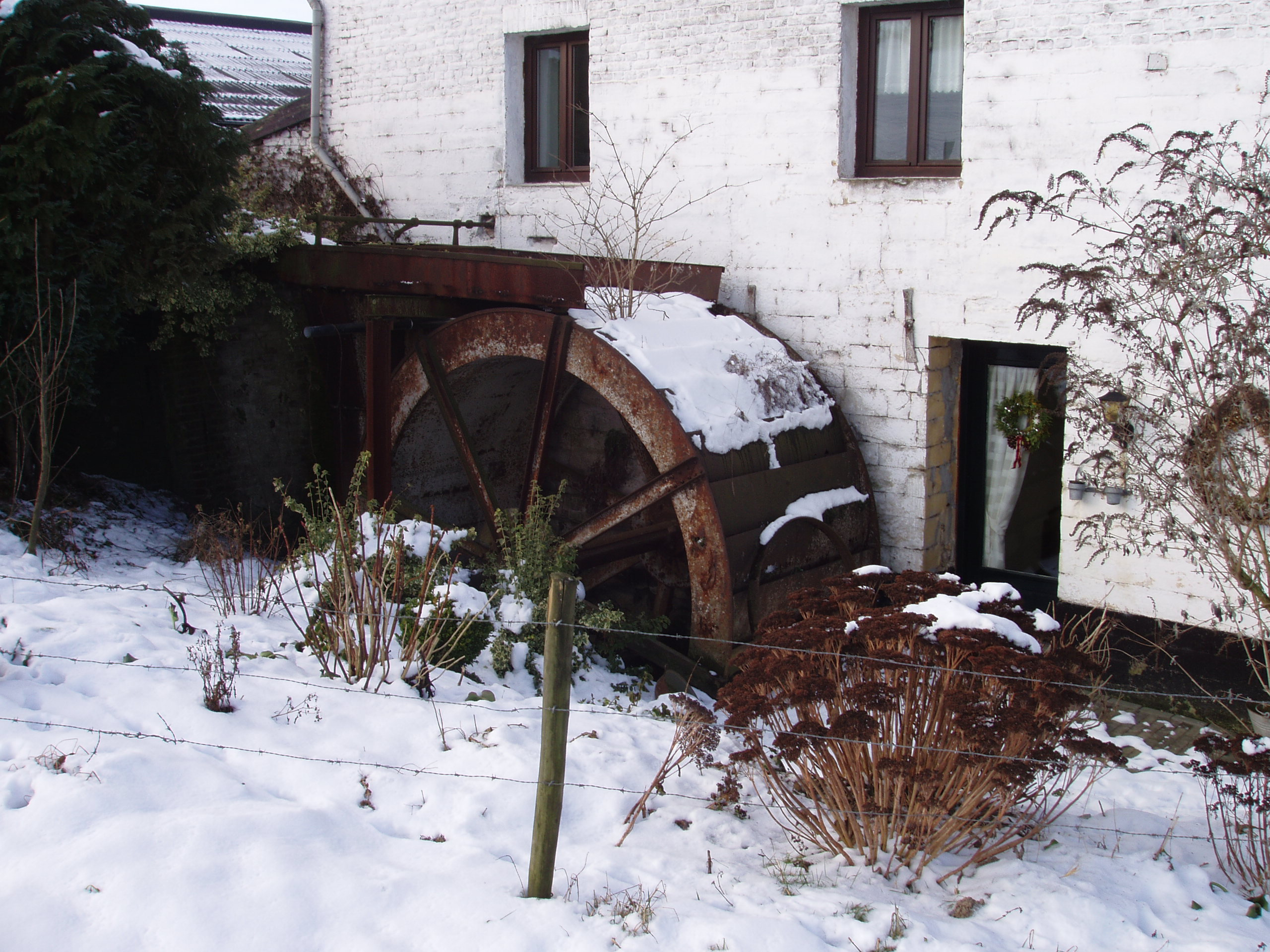
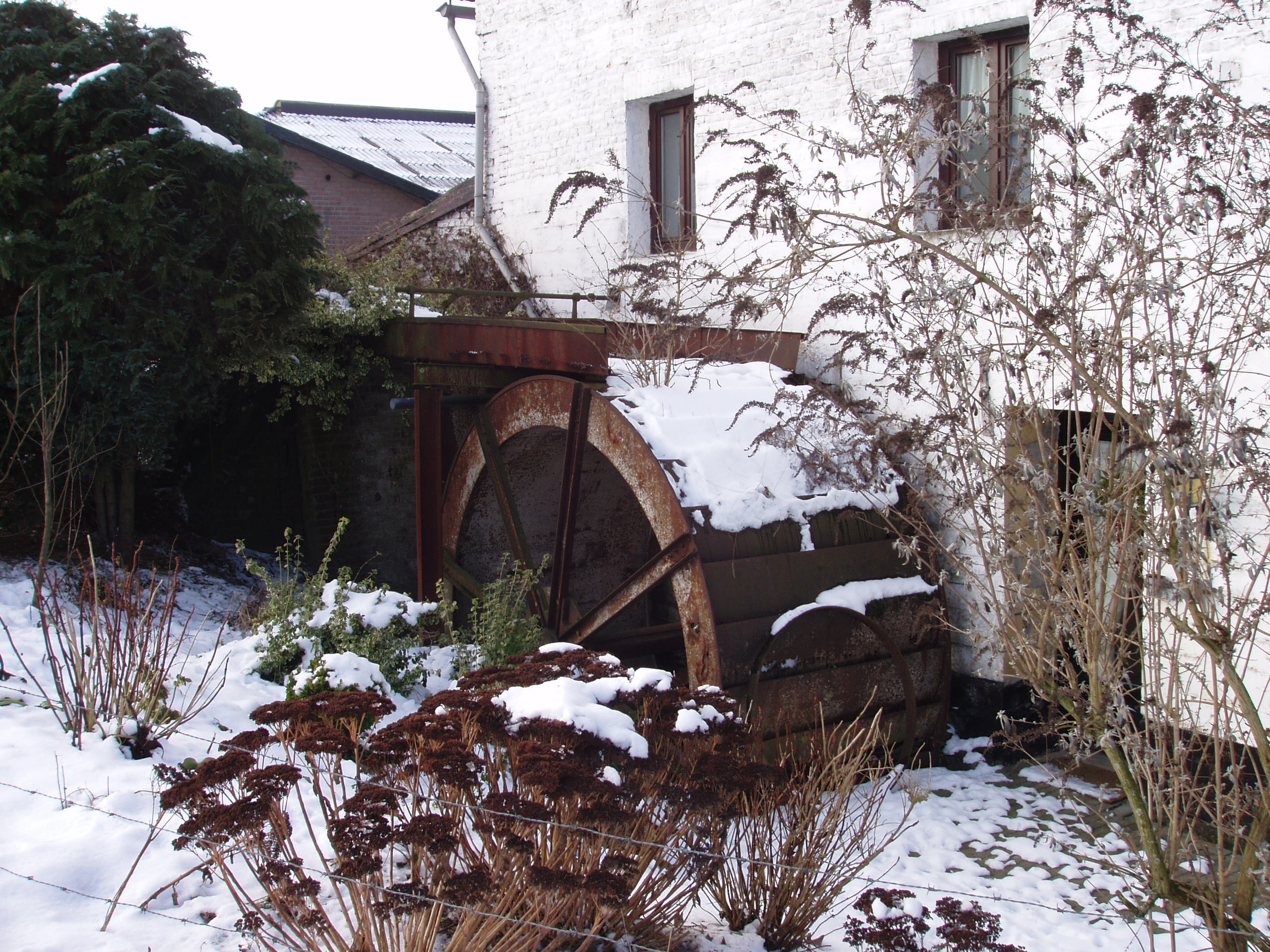